# Gelasma griseoviridis
Gelasma griseoviridis är en fjärilsart som beskrevs av W. Warren 1893. Gelasma griseoviridis ingår i släktet Gelasma och familjen mätare. Inga underarter finns listade i Catalogue of Life.